# Trichopeltospora
Trichopeltospora is een geslacht in de familie Microthyriaceae. De typesoort is Trichopeltospora pipericola.

## Soorten
Volgens Index Fungorum telt het geslacht twee soorten (peildatum maart 2023):
| Soortnaam                   | Auteur(s)                  | Publicatiejaar |
| --------------------------- | -------------------------- | -------------- |
| Trichopeltospora pipericola | Bat., Cif. & C.A.A. Costa  | 1958           |
| Trichopeltospora reticulata | Bat., J.L. Bezerra & Valle | 1967           |